# Campo del Sequiol
Lo stadio El Sequiol era uno stadio di calcio situato a Castellón de la Plana, in Spagna. È stato inaugurato il 3 novembre 1923 e aveva una capacità di circa ottomila spettatori. Fu utilizzato dal Castellón fino al 1947, anno in cui venne demolito.